# Горње Липље
Горње Липље је насељено мјесто у општини Теслић, Република Српска, БиХ. Према попису становништва из 2013. у насељу је живјело 477 становника.

## Становништво
| Националност       | 2013. | 1991. | 1981. | 1971. | 1961. |
| Срби               | 477   | 679   | 1.005 | 1.003 |       |
| Југословени        |       |       | 20    |       |       |
| Хрвати             |       |       | 5     | 1     |       |
| остали и непознато |       | 6     | 1     | 7     |       |
| Укупно             | 477   | 685   | 1.031 | 1.011 | 1.029 |

| Демографија | Демографија | Демографија |
| Година      | Становника  | Становника  |
| ----------- | ----------- | ----------- |
| 1961.       | 1.029       |             |
| 1971.       | 1.011       |             |
| 1981.       | 1.031       |             |
| 1991.       | 685         |             |
| 2013.       | 477         |             |

## Знамените личности
- Герасим Поповић, епископ Српске православне цркве